# Ceuroma mucorea
Ceuroma mucorea is een vlinder uit de familie van de Houtboorders (Cossidae). De wetenschappelijke naam van de soort werd voor het eerst gepubliceerd in 1853 door Herrich-Schäffer.
De soort komt voor in Venezuela, Brazilië en Paraguay.